# La escuela del terror de Casper
La escuela del terror de Casper (inglés: Casper's Scare School) es una película animada por computadora de 2006. Está basada en el personaje de Gasparín el fantasma amigable. 

## Historia
Casper es un fantasma amable y bueno, lo cual no le agrada al poderoso Kibosh, porque todo ser terrorífico debe asustar a las personas. Kibosh enrola a Casper en la escuela del terror. La escuela está dirigida por Alder y Dash, un director que posee dos cabezas. Casper tiene muchas aventuras en la escuela del terror junto a sus amigos Mantha y Ra.
- Datos: Q3278447